# 빅토르 알바레스 델가도
빅토르 기예르모 알바레스 델가도(Víctor Guillermo Álvarez Delgado, 1993년 3월 14일, 바르셀로나 ~)는 스페인의 축구 선수로, 현재 키프로스 1부 리그의 파포스 FC에서 레프트 백으로 활약하고 있다.